# 福寿草 (映画)
『福寿草』（ふくじゅそう）は、1935年（昭和10年）に製作された日本の無声映画。原作は吉屋信子の小説『花物語』。
タイトル『乙女シリーズ その一 花物語 福壽草』 として、2008年4月26日・5月14日、東京国立近代美術館フィルムセンターで特集上映された。
また2009年7月18日・19日に第18回東京国際レズビアン&ゲイ映画祭にて上映された。その際、活動弁士の片岡一郎・澤登翠による活弁や、柳下美恵による音楽伴奏も付けられた。

## キャスト
- 坂本薫：江川なほみ
- 薫の嫂美代子：久松美津枝
- 薫の学友春日公子：花房銀子
- 薫の学友阿部ツヤ子：林喜美枝
- 舎監先生：小松峰子
- 知事夫人：木村潤子
- 薫の兄満雄：岡崎光彦
- 薫の父村長さん：大泉慶治
- 写真屋：上田寛
- 碁敵のおじさん：新見映郎
- 人のいいおじさん：ジョウ・オハラ
- 木下政子：星ルリ子
- 校長：小島洋々